# Charmes-sur-Rhône
Charmes-sur-Rhône là một xã ở tỉnh Ardèche, vùng Auvergne-Rhône-Alpes ở đông nam nước Pháp.